# Шапиро, Евгений Вениаминович
Евге́ний Вениами́нович Шапи́ро (9 сентября 1907, Санкт-Петербург — 10 октября 1999, Санкт-Петербург) — советский оператор, фронтовой кинооператор в годы Великой Отечественной войны. Заслуженный деятель искусств РСФСР (1965). Лауреат Сталинской премии второй степени (1951).

## Биография
Родился в Санкт-Петербурге в семье Вениамина Наумовича Шапиро, родного брата советских учёных-медиков Иосифа и Моисея Шапиро. С 1925 года работал киномехаником в Ленинградском кинотеатре «Теремок», с 1928 года — лаборант на кинофабрике «Совкино», параллельно обучался в Ленинградском кинотехникуме, по окончании которого в 1930 году работал помощником оператора, затем оператором на студии «Совкино» (1930—1931), Госкинпроме Грузии (1931—1932), «Белгоскино» (1932—1940), совместно с В. Корш-Саблиным был режиссёром немой картины «Искатели счастья» (1936). В 1938 году непродолжительное время работал на «Рекламфильме» (Ленинградская киностудия малых форм — с 1940 года).
С декабря 1940 года — оператор-постановщик на «Ленфильме». С начала Великой Отечественной войны служил в Красной армии в звании старшего лейтенанта, был командиром роты, получил контузию. После выздоровления с марта 1942 года снимал в киногруппах Ленинградского фронта.
Кроме фильмов является автором сюжетов для кинопериодики «Ленинградский киножурнал» 1940—1950-х годов, «Пионерия», «Союзкиножурнал», «Фитиль». Снялся в роли художника-мариниста Малинина в фильме «Путешествие в другой город» (1979).
Член Союза кинематографистов СССР (Ленинградское отделение) с 1957 года.
Скончался 10 октября 1999 года в Санкт-Петербурге. Похоронен на Комаровском кладбище.

### Семья
Жена — Татьяна Михайловна Шапиро (1911—1976). Дочь — Татьяна Шапиро (род. 1939),  монтажёр, член Гильдии кинорежиссёров СК России.

## Фильмография
- 1930 — Лицом к лицу / Командир снегов (совместно с В. Симбирцевым)
- 1931 — Человек из тюрьмы / Человек за решёткой
- 1934 — Трансмиссия
- 1935 — Ходовая часть
- 1936 — Советская Беларусь (совместно с Е. Менгденом)
- 1937 — Дочь Родины (совместно с Б. Рябовым)
- 1938 — Медведь
- 1939 — Человек в футляре
- 1940 — Будем знакомы (короткометражный; не завершён)
- 1940 — Преступление и наказание
- 1940 — Приятели
- 1941 — Антон Иванович сердится
- 1943 — Путь открыт (совместно с Б. Синицыным, В. Страдиным; не выпущен)
- 1944 — Великая победа под Ленинградом (в соавторстве)
- 1944 — Черевички
- 1945 — XXVIII годовщина Октября (в соавторстве)
- 1945 — Ленинград встречает победителей (в соавторстве)
- 1945 — Физкультурный парад (в соавторстве)
- 1947 — Золушка
- 1948 — Спутники (не завершён)
- 1949 — Александр Попов (совм. с А. Назаровым)
- 1950 — Сады и парки Ленинграда (в соавторстве)
- 1951 — Мордовская АССР (совместно с А. Сысоевым)
- 1952 — Живой труп (фильм-спектакль)
- 1953 — Алёша Птицын вырабатывает характер
- 1954 — Запасной игрок
- 1955 — Двенадцатая ночь
- 1958 — Евгений Онегин
- 1958 — Шофёр поневоле
- 1960 — Пиковая дама
- 1960 — Ребята с Канонерского
- 1961 — Явление Венеры (короткометражный)
- 1962 — Если позовёт товарищ
- 1963 — Крепостная актриса
- 1964 — Будний вечер (короткометражный)
- 1964 — Когда песня не кончается
- 1965 — На одной планете
- 1967 — Первороссияне
- 1968 — Виринея
- 1970 — Любовь Яровая
- 1973 — Открытая книга
- 1973 — Сломанная подкова
- 1974 — Соломенная шляпка
- 1977 — Собака на сене
- 1977 — Степанова памятка
- 1979 — Таёжная повесть
- 1981 — Ночь на четвёртом круге
- 1981 — Пропавшие среди живых

## Награды и премии
- орден Красной Звезды (9 ноября 1943)[13]
- медаль «За оборону Ленинграда» (1943)[7]
- медаль «За победу над Германией в Великой Отечественной войне 1941-1945 гг.» (1945)[7]
- медаль «За доблестный труд в Великой Отечественной войне 1941—1945 гг.» (1945)[5]
- Сталинская премия второй степени (1951) — за фильм «Александр Попов» (1949)[3]
- заслуженный деятель искусств РСФСР (26 ноября 1965)[5]
- орден Трудового Красного Знамени (1971)[5]
- орден Отечественной войны I степени (6 апреля 1985)[14]
- орден Почёта (22 октября 1996)[15]